# Красный (Архангельская область)
Красный — хутор в Устьянском районе Архангельской области.

## География
Находится в южной части Архангельской области на расстоянии приблизительно 8 км на северо-восток по прямой от административного центра района поселка Октябрьский на правобережье реки Устья.

## История
Был отмечен уже только в 1939 году как хутор Шангальского сельсовета Устьянского района. До 2022 года входил в Шангальское сельское поселение до его упразднения.

## Население
Численность населения: 9 человек (русские 100 %) в 2002 году, 6 в 2010.